# ハガスキー
ハガスキーは、かつて存在した日本のスキー板メーカー。本社は北海道札幌市。

## 概要
1917年（大正6年）に北海道東倶知安村（現：京極町）で創業。OGASAKA（小賀坂スキー製作所）などと並んで「国産５大メーカー」の一角を担い、日本の国産スキー製造会社の老舗メーカーとしてスキーヤーには有名な存在だった。
しかし1970年代以降、外国メーカーのスキーの輸入が本格化したことで国内市場で苦戦を強いられるようになった上、1985年（昭和60年）のプラザ合意以降の円高で輸出も低迷。さらにはアルペン・ヴィクトリアなど全国展開するスポーツ用品店の北海道進出により地場のスポーツ用品店が多数倒産したことで売掛金の焦げ付きも発生してしまう。
このため1991年（平成3年）に社名を「株式会社ハガックスコーポレーション」に変更、スキー以外にゴルフ・テニス用品の卸に進出するなどして建て直しを図ったものの、同年2月にはその前年の1990年（平成2年）2月期決算で約5億円の粉飾決算を行っていたことが発覚したことや、主力のスキー用品の売上低迷などから自主再建を断念、同年2月28日に札幌地方裁判所に和議申請を行う。以後も法的整理による会社再建の可能性を探っていたが、同年6月に再建を断念して自己破産を申請し企業として消滅した。
倒産時の社長だった芳賀孝郎（後に棚卸し代行サービス大手のエイジス副社長、日本山岳会副会長）は2010年（平成22年）に札幌市内の自宅に、往年の同社の代表モデルなど約30本を展示する展示室をオープンさせ、一般にも無料公開している。

## 沿革
- 1917年（大正6年） 北海道東倶知安村で創業。
- 1926年（大正15年） 本社を札幌市に移転[4]。
- 1933年（昭和8年） 国産スキーとして初めて輸出を開始（カナダ向け）[4]。
- 1967年（昭和42年） 輸出スキー実績日本一になる[4]。
- 1969年（昭和44年） F2メタル・グラススキーで科学技術院賞を受賞[4]。
- 1991年（平成3年）1月1日 社名を「株式会社ハガックスコーポレーション」に変更。
- 1991年（平成3年）2月28日 札幌地裁に和議を申請し事実上倒産。
- 1991年（平成3年）6月5日 札幌地裁に自己破産を申請。